# Radulphius laticeps
Radulphius laticeps là một loài nhện trong họ Miturgidae.
Loài này thuộc chi Radulphius. Radulphius laticeps được Eugen von Keyserling miêu tả năm 1891.